# Dècada del 270 aC

## Esdeveniments
- Els celtes s'instal·len als Balcans
- Els romans dominen tot Itàlia
- Es recomana fer esport per millorar la salut per primer cop
- Millora de la clepsidra
- Primer model heliocèntric conegut

## Personatges destacats
- Estrató de Làmpsac
- Ctesibi
- Aristarc de Samos
- Arsinoe II
- Ashoka